# Indoeuropeo
Indoeuropeo es el nombre de una familia de lenguas y también de la hipotética protolengua reconstruida de la que desciende esta familia. Las lenguas indoeuropeas, antiguamente llamadas lenguas indogermánicas, históricamente se han hablado desde la India hasta Europa (de ahí su nombre), además de hablarse en muchas otras partes del mundo como resultado de la colonización europea. Estas lenguas tienen muchos rasgos comunes entre sí y diferentes a las de otras familias de lenguas, incluso habladas en zonas próximas del mundo; sin embargo, lo que da unidad a las lenguas indoeuropeas es el parentesco filogenético y la historia de la familia, que se ha podido reconstruir con bastante detalle gracias al método comparativo y la lingüística histórica.
Además, el término indoeuropeo también se emplea para referirse a los pueblos históricos que originariamente hablaron esas lenguas (pueblos indoeuropeos), a su sociedad (sociedad indoeuropea), a su religión (religión indoeuropea) y a su cultura (cultura indoeuropea).
El término indoeuropeo se utiliza principalmente en las ciencias sociales (antropología, antropología lingüística, arqueología, etnología, filología, geografía e historia) y muy especialmente en la lingüística histórica. Se ha empleado también en pseudociencia, en determinados contextos, por lo que ocasionalmente ha sido objeto de especial polémica («el problema indoeuropeo»), como justificación de posiciones ideológicas (el nordicismo).

## Origen del concepto
El concepto nació como un concepto filológico, dada la identificación que la filología comparada comenzó a hacer entre un gran conjunto de lenguas actualmente habladas desde la India hasta Europa. Se suele citar a William Jones como uno de los primeros eruditos que observó los paralelismos entre el latín, el griego clásico y el sánscrito, y dedujo que estas lenguas, y otras, derivaban de un antecesor común. Aunque previamente Filippo Sassetti (1585), que había viajado por el subcontinente indio, notó las similitudes de varias lenguas indoeuropeas con el sánscrito de la India, siendo tal vez el erudito neerlandés Marcus Zuerius van Boxhorn (1647) quien notando esas similitudes teorizó que serían heredadas de una primitiva lengua común, que él denominó «escita». El concepto de indoeuropeo pasó a aplicarse también a los pueblos históricos que originariamente hablaron esas lenguas (pueblos indoeuropeos), a su sociedad (sociedad indoeuropea), a su religión (religión indoeuropea) y a su cultura (cultura indoeuropea).
De forma intercambiable se utilizaban los términos indogermano o indogermánico, especialmente en el ámbito de habla alemana, aunque se acuñó inicialmente en francés. El término «indoeuropeo» se empleó inicialmente en inglés. Diferentes denominaciones usadas para el mismo concepto fueron jafético u otras relativas a lo sánscrito, a lo celta (indocelta), a lo ario (arioeuropeo) o a lo tocario.
Los conceptos indoario, indoiranio e indohitita son utilizados de una manera diferenciada, pero confluyente. No debe confundirse, en cambio, con el concepto de lo indogriego, completamente diferente, pues se refiere a la influencia helenística en la India posterior a Alejandro Magno.

## Protoindoeuropeo
Desde el siglo XIX y especialmente durante el siglo XX han existido diferentes hipótesis sobre la ubicación inicial, en el tiempo y en el espacio (alrededor de 4000 a. C., aunque la mayoría apuntan hacia el entorno de la extensa zona esteparia entre la Europa suroriental y el Asia central -Urheimat-) de las que debieron ser «primeras» manifestaciones de lo indoeuropeo: lo protoindoeuropeo; y con ellas, la denominada lengua protoindoeuropea, el pueblo o conjunto de pueblos que la hablarían (pueblo protoindoeuropeo) y la reconstrucción arqueológica de sus posibles rasgos culturales y sociales (religión protoindoeuropea, cultura protoindoeuropea, sociedad protoindoeuropea). También se propuso en algún momento un posible origen de la familia en la Península anatolia, especialmente por parte del arqueólogo Colin Renfrew. Sin embargo, evidencias basadas en la arqueogenética y la arqueología reciente, han llevado a que las hipótesis relacionadas con la estepa póntico-caspia tienen hoy en día mayor aceptación y popularidad. En particular, la expansión de las lenguas indoeuropeas parece correlacionada con la expansión del componente arqueogenético asociado a los pastores de la estepa occidental, que en habrían estado claramente asociado a la cultura yamna y otras culturas descendientes de la misma.

## Preindoeuropeo

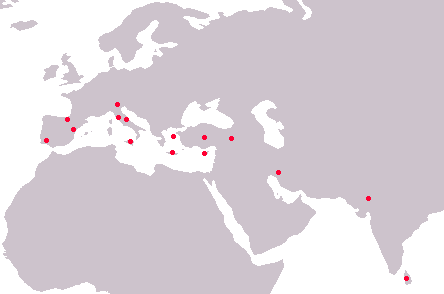
Localización de las lenguas preindoeuropeas documentadas: Península ibérica: euskera, tartesio, ibérico; Península itálica: etrusco, rético, sicano, piceno septentrional, Península anatolia: hático, hurrito-urartiano, Grecia y Chipre: lemnio, eteocretense, eteochipriota, Irán: elamita, India: idioma de Harappa, Sri Lanka: vedda.

Ambos términos (indoeuropeo y protoindoeuropeo) se usan especialmente en oposición al de preindoeuropeo, que designa al sustrato lingüístico anterior al de la expansión de los pueblos indoeuropeos durante el calcolítico, tanto en Asia occidental y meridional como en Europa. Para el caso de la protohistoria de España, el término «preindoeuropeo» identifica al área del sur y el este peninsular (Tartessos y el área cultural de los iberos), mientras que el término «indoeuropeo» identifica al área del centro, oeste y norte (identificado a grandes rasgos con el área cultural de lo celta). Los aquitanos hablaban una lengua preindoeuropea, ancestro del euskera moderno.
El pre-protoindoeuropeo (a veces llamado proto-indoanatolio) es un concepto diferente, referido a un estado particularmente arcaico, anterior al del proto-indoeuropeo tardío, hablado justo antes de la gran expansión, que no debe ser confundido con lo referido al concepto previo de preindoeuropeo.

## Indoeuropeización

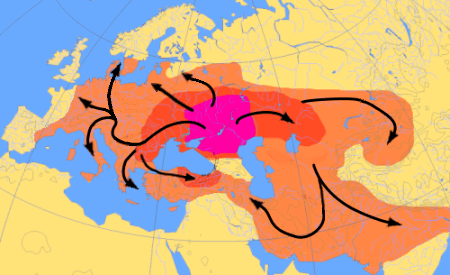
Resumen de la propuesta de expansión de pueblos indoeuropeos, entre el 4000 a. C. y el 1000 a. C., conforme a la hipótesis de los kurganes.

Haciendo un paralelo con la romanización, la arabización o la sinización, se utiliza el concepto de «indoeuropeización» para designar a la aculturación y sustitución lingüística que se produjo como consecuencia del contacto con los pueblos indoeuropeos o protoindoeuropeos.

## Indoeuropeísmo o indoeuropeística
Entre los más importantes indoeuropeístas (los dedicados a estudios indoeuropeos, especialmente la filología indoeuropea) están William Jones, Rasmus Rask, Franz Bopp, Friedrich Schlegel, Jakob Grimm, Georges Dumézil, y Ferdinand de Saussure; Émile Benveniste, Jerzy Kuryłowicz, André Martinet, Winfred P. Lehmann, Tamaz V. Gamkrelidze y entre los hispanohablantes Francisco García Ayuso, Antonio Tovar, Francisco Rodríguez Adrados y Francisco Villar Liébana.
Como consecuencia del empleo diferente que puede darse al concepto (científico o pseudocientífico), muy diferentes instituciones llevan el nombre de «estudios indoeuropeos»:
The Journal of Indo-European studies (‘Revista de estudios indoeuropeos’), desde 1973.
Encyclopedia of Indo-European Culture («Enciclopedia de la cultura indoeuropea»), de 1979.
El Institut d'études indo-européennes (‘Instituto de estudios indoeuropeos’) es una institución universitaria de la Universidad de Lyon III, que edita la revista Études indo-européennes desde 1982.
El Círculo de Estudios Indoeuropeos es una organización neonazi española.

## Crítica
El filólogo Giovanni Semerano dedicó su vida a trazar los orígenes de las lenguas europeas y afirma que la hipótesis del indoeuropeo no es plausible.[cita requerida] En sus obras Los orígenes de la cultura europea y La fábula del indoeuropeo critica las ideologías que pueden favorecer el racismo. Para Semerano la teoría del indoeuropeo es una hipótesis mantenida con vida para que sirva a una ideología definida como etnorracista, socioclasista y de castas. Sin embargo, esta postura es totalmente marginal tanto en arqueología como en lingüística. Tras examinar varios miles de términos de las llamadas lenguas indoeuropeas, afirma haber localizado la correspondencia de estos en el léxico de las antiguas lenguas mesopotámicas. Compara antropónimos, topónimos, hidrónimos, teónimos y etnóminos europeos y mediterráneos, y plantea relaciones y correspondencias con antiguas palabras en acadio (lengua semítica) y el sumerio (lengua aislada). Sus propuestas no tienen sustento lingüístico ni histórico, de acuerdo al conocimiento existente.
El filósofo Enrique Dussel desarrolla a lo largo de su extensa obra las motivaciones para perpetuar idea, que para él es un mito. En su trabajo explica como la «ideología» prusiana en relación con lo «indoeuropeo», que sitúa la historia del Asia como una prehistoria de Europa, permite unificar de manera directa la cultura clásica griega con la alemana y moldear un pensamiento racista: el «ario».
Martin Bernal propone que Friedrich Schlegel inaugura este movimiento en 1803. En su obra «Atenea negra, las raíces afroasiáticas de la civilización clásica» dice que: 

Winckelmann fue el iniciador, Goethe el consumador, Wilhelm von Humboldt, en sus escritos lingüísticos, históricos y educativos, el teórico. Finalmente, las ideas de Humboldt cobraron efecto práctico cuando se convirtió en ministro de Educación de Prusia y fundó la nueva universidad de Berlín y el nuevo Gimnasio humanístico.